# Ninni Kronberg
Maria Johanna "Ninni" Kronberg (Gävle Parish, 1874-1946) fue una inventora sueca. En 1933 inventó la patente para la leche en polvo, lo que finalmente llevó a fundar la empresa Semper AB, una empresa de fabricación de productos alimenticios.

## Primeros años
Nació en Gävle en 1874 como hija de Viktor Berggren y Caroline Louise Stuart. Educada por institutrices durante su juventud, Kronberg nunca recibió títulos de secundaria. En 1896, a la edad de 22 años, Kronberg se casó con el mayorista Erik Kronberg. La pareja era acomodada en Gävle y tenía una gran casa. Kroberg disfrutaba de muchas cosas como la artesanía, la pintura, la navegación y los viajes.
Erik Kronberg se hizo cargo del negocio de su padre, B.G. Kronsbergs Spannmålsaffär & Maltfabrik, después de su muerte en 1901. Ninni Kronberg apoyó activamente a su esposo con el negocio. En 1922, el negocio quebró. Los Kronsberg experimentaron tensión en su matrimonio sin hijos, finalmente se divorciaron en 1925. Durante este tiempo, Ninni Kronberg se mudó con una amiga llamada Gudrun Juel-Westrup y su esposo, el diplomático Wilhelm Westrup, en Rydsgård en Escania.

## Carrera e invenciones (leche en polvo)
En la finca Rydsgård, Ninni Kronberg pudo crear un agente de levadura Practic. Después de la invención, fundó una empresa junto con Westrup llamada AB Practic Comp Ltd que lanzó su producto. Después de más investigaciones, Ninni Kronberg recibió su primera patente en 1927. Luego desarrolló un suero de leche, un gran paso hacia su invento para la leche en polvo de larga duración.
Después de trabajar durante varios años en 1934, presentó una patente para un método más nuevo y mejor para la producción de una leche en polvo de mayor duración. En 1937 el Ministerio de Agricultura sueco concedió a Kronberg 25 000 SEK (coronas suecas) por su invención. Axel Wenner-Gren, el fundador de Electrolux, un fabricante sueco de electrodomésticos, se dio cuenta del potencial de la leche en polvo de Kronberg. En 1938, Axel Wenner-Gren creó Svenska Mjölkprodukter AB (SMP) para producir la leche en polvo de Ninni Kronberg. SMP construyó una planta de producción en Kimstad y la producción comenzó el 1 de septiembre de 1939. Aunque la producción comenzó durante el estallido de la Segunda Guerra Mundial, poniendo fin a todas las exportaciones, la fábrica produjo leche en polvo para el suministro de alimentos de emergencia de Suecia, lo que permitió a la empresa comenzar con buen pie. Durante la década de 1940, Kinni Kronberg enfrentó múltiples disputas legales. Kronberg demandó al banco privado C. Bert Lilja & Co y al propietario de la finca Erik von Geijer por intentar adquirir ilegalmente su contrato con Svenska Mjölkprodukter AB. La corte finalmente se puso del lado de Kronberg.

## Muerte y legado
Ninni Kronberg falleció el 1 de octubre de 1949 a la edad de 75 años. En 1963, SMP cambió su nombre a Semper y ahora se centra en la producción de leche en polvo y alimentos para bebés. Semper declaró que la innovación de Ninni Kronberg formó la base de la empresa.